# مادیان (فیلم)
مادیان فیلمی به کارگردانی و نویسندگی علی ژکان محصول سال ۱۳۶۴ است  که در روستای لفور بورخانی، مازندران فیلمبرداری شده است.
مادیان در نظرسنجی منتقدان و نویسندگان ماهنامه سینمایی فیلم به عنوان یکی از بهترین فیلم‌های تاریخ سینمای ایران انتخاب شده است.

## بازیگران
- سوسن تسلیمی
- حسین محجوب
- فیروز بهجت محمدی
- عطاءالله زاهد
- پرویز شاهین‌خو
- مژی لانک
- دانش پری
- فرهاد خانمحمدی
- مصطفی نمازی
- احمد نمازی
- ملیحه نظری
- پروین حضرتی
- مینو دانش‌پری
- ملیحه نیکجومند
- محمود تاجیک